# Coppa TOM
La Coppa TOM (dal francese Coupe TOM ovvero Territoires d'Outre-Mer) era una competizione calcistista a cui partecipavano le squadre campioni dei singoli campionati locali di ciascun TOM francese; la competizione era nota anche col nome di Campionato dei territori francesi del Pacifico (fr: Championnat des Territoires Français du Pacifique). I territori coinvolti erano quattro: Tahiti, la Nuova Caledonia, Wallis e Futuna e le Terre australi e antartiche francesi, tuttavia gli ultimi due non presentavano nessuna squadra poiché le isole Wallis e Futuna non hanno un campionato locale mentre i territori antartici sono disabitati.
Dal 2003 i TOM sono stati cancellati dall'ordinamento amministrativo francese e i territori sono stati riclassificati come Dipartimento d'oltremare (DOM) e Collettività d'oltremare (COM).
Fino al 2003 la squadra vincitrice otteneva il diritto a partecipare alla Coppa DOM-TOM, competizione nella quale sfidava la squadra che si era laureata campione in un analogo torneo  (Coppa DOM) disputato tra i club dei vari Dipartimenti francesi d'Oltremare. Dal 2004 la vincente otteneva l'accesso alla Coppa dei Club Campioni d'oltremare.

## Albo d'oro
| Anno | Campione    | Risultato          | Finalista    |
| ---- | ----------- | ------------------ | ------------ |
| 1996 | AS Manu-Ura | 1–2, 3–0           | JS Traput    |
| 1997 | AS Vénus    | 0–0, 1–1 (5–4 dcr) | JS Baco      |
| 1998 | AS Vénus    | 4–0, 6–2           | AS Poum      |
| 1999 | AS Vénus    | 0–0, 2–1           | FC Gaïtcha   |
| 2000 | AS Vénus    | 2–0, 2–1           | JS Baco      |
| 2001 | AS Pirae    | 3–2, 3–1           | JS Baco      |
| 2002 | AS Vénus    | 0–0, 1–0           | AS Mont-Dore |
| 2003 | AS Magenta  | 2–2, 2–2 (4–3 dcr) | AS Pirae     |
| 2004 | AS Manu-Ura | 1–1, 2–1           | AS Magenta   |
| 2005 | AS Magenta  | 4–1, 3–1           | AS Tefana    |
| 2006 | AS Tefana   | 2–0, 0–0           | AS Mont-Dore |
| 2007 | AS Pirae    | 3–0, 2–2           | JS Baco      |

## Vincitori

### Club
| Squadra      | Vittorie | Secondi posti |
| ------------ | -------- | ------------- |
| AS Vénus     | 5        | -             |
| AS Magenta   | 2        | 1             |
| AS Pirae     | 2        | 1             |
| AS Manu-Ura  | 2        | -             |
| AS Tefana    | 1        | 1             |
| JS Baco      | -        | 4             |
| AS Mont-Dore | -        | 2             |
| FC Gaïtcha   | -        | 1             |
| AS Poum      | -        | 1             |
| JS Traput    | -        | 1             |

### Territori
| Territorio         | Vittorie |
| ------------------ | -------- |
| Polinesia francese | 10       |
| Nuova Caledonia    | 2        |